# The Killer (film fra 1921)
The Killer er en amerikansk stumfilm fra 1921 af Howard Hickman.

## Medvirkende
- Claire Adams som Ruth Emory
- Jack Conway som William Sanborn
- Frankie Lee som Bobby Emory
- Frank Campeau som Henry Hooper
- Tod Sloan som Artie Brower
- Edward Peil Sr. som Ramon
- Frank Hayes som Windy Smith
- Will Walling som John Emory
- Milton Ross som Buck Johnson
- Tom Ricketts som Tim Westmore
- Zack Williams som Aloysius Jackson